# Sulayman ben al-Hakam
Pour les articles homonymes, voir Sulayman et Al-Mustain.
Al-Musta'în bi-llah Sulayman ibn al-Hakam ou Sulayman, mort le 1er juillet 1016 à Cordoue, est calife omeyyade de Cordoue de 1009 à 1010 puis de 1013 à 1016.

## Biographie
En 1009, Muhammad II avait été porté au pouvoir dans un coup d'État mené par la famille omeyyade provoqué par la nomination par Hichām al-Mu'ayyad de son vizir `Abd ar-Rahmân Sanjûl (Abderramán Sanchuelo) fils d'Almanzor comme successeur. Sanchuelo est tué et Muhammad prend le pouvoir en tant que hagib (vizir) et futur héritier du trône. Peu de temps après sa prise du pouvoir, il jette Hichām en prison et le fait passer pour mort, prenant ainsi le titre de calife.
Des partisans de Sanchuelo soulèvent les troupes berbères engagées auparavant par Almanzor. Sulayman avec l'appui du comte Sanche de castille bat les troupes de Muhammad à la bataille de Kantisch (près de Tolède) le 5 novembre 1009. Sulayman prend alors Cordoue, mais préfère s'installer à Madinat al-Zahra, car il reste méfiant vis-à-vis des Cordouans. Il s'autoproclame calife et prend le titre de « Al-Musta'în bi-llah ». Muhammad doit se réfugier à Tolède dont le wali est son fils Al-Wahid.
Muhammad réussit à rallier les provinces de Murcie et de Valence et obtient l'aide du comte de Barcelone Raymond Borrell et du comte d'Urgell Armengol Ier. Sulayman part de Cordoue avec uniquement ses troupes africaines et un petit contingent de Mérida à la rencontre des troupes coalisées. Une bataille s'engage alors au champ appelé Akat-al-Bakar (la colline des Bœufs) vers août 1010, où dans un premier temps, les Berbères prennent l'avantage en enfonçant l'armée adverse, mais Muhammed réussit à rassembler ses troupes et avec l'aide des Catalans, il prend l'avantage. Sulayman bat alors en retraite et se replie vers Cordoue, où il ne peut se maintenir longtemps. Il se réfugie alors à Algésiras, où il est plus en sûreté. Muhammad fait alors son entrée à Cordoue sous les acclamations du peuple.
En 1010, le départ de ses alliés catalans laisse Muhammad affaibli à Cordoue et à la suite d'une révolte des soldats esclaves berbères et esclavons, il est destitué et tué par les insurgés qui remettent le faible Hichâm sur le trône 1010.
En 1013, Sulayman envisage de reconquérir Cordoue avec l'aide des Berbères. Hichâm est déchu et tué. Néanmoins Sulayman ne peut reconstituer le califat dans son intégralité. Les Zirides forment une dynastie indépendante à Grenade. Le 1er juillet 1016, il est à son tour démis et tué. C'est un membre de la famille hammudite, Ali ben Hammud al-Nasir, qui lui succède avant d'être assassiné en 1018 et remplacé par un omeyyade, Abd al-Rahman IV.